# Richard Barnes (Sänger)
Richard Barnes (* 9. Juli 1944 in Sandstead, Surrey, Großbritannien) ist ein englischer Sänger.

## Leben
Im Jahre 1964 verschmolzen die Bands Patrick Dane & the Quiet Five mit Mitgliedern der Vikings und einer Tornados-ähnlichen Band namens Gemini, und man nannte sich kurz The Quiet Five. Nach einigen Personalveränderungen fand folgende Besetzung der Quiet Five Stabilität: John Howell (Orgel, Gesang), Kris Ife (Gitarre, Gesang), Richard Barnes (Bass, Gesang), Roger McKew (Sologitarre), Ray Hailey (Schlagzeug) und John „Satch“ Goswell (Saxophon). Trotz des Namens bestand die Band aus sechs Mitgliedern. Sie veröffentlichten von 1965 bis 1967 fünf Singles. Das Debüt When the Morning Sun Dries the Dew schaffte es auf Platz 50 der englischen Charts. Die dritte Single, eine Coverversion von Simon & Garfunkels Homeward Bound schaffte es gar auf Platz 44 und kam deshalb nicht weiter, weil sich CBS entschlossen hatte, das Original von Simon & Garfunkel ebenfalls als Single zu veröffentlichen. Vor der letzten Single wurde Ray Hailey durch Roger „Tex“ Marsh ersetzt. Die Quiet Five waren als Liveband ziemlich populär durch Touren mit den Beatles, Rolling Stones, Donovan, Byrds u. a. 1967 löste sich die Band auf. Kris Ife versuchte es solo und sodann zusammen mit Mark Wirtz in der Band Judd. Roger McKew wurde ein vielgebuchter Studiomusiker (spielte auch mit Neil Innes in der Band The World nach Auflösung der Bonzo Dog Band).
Richard Barnes schaffte es im Mai 1970 mit seiner Single Take to the Mountains auf Platz 35 in den britischen Charts. Mit der Folgesingle Go North nahm er an dem kurzlebigen Grand Prix RTL International Song Contest von 1970 teil und schaffte dort den zweiten Platz hinter dem französischen Beitrag von Mike Brant (Mais dans la lumière). In den britischen Charts erreichte Go North im November Platz 38. Für den deutschen Markt nahm er beide Stücke in Deutsch auf als Heute sind es keine Träume bzw. Wer weiß.
Die LP, die beide Singles enthielt, verkaufte sich kaum und ist heute ein sehr seltenes Sammlerstück wie auch die deutsche Single.
Seine späteren Versuche schafften es allesamt nicht mehr, sich an die Charts heranzuarbeiten. 1976 veröffentlichte er zusammen mit dem Produzenten Tony Hazzard das Album Hazzard & Barnes.
Später war er als Schauspieler und Sänger in den Londoner Aufführungen von Jesus Christ Superstar, Jeanne und Chess zu hören und zu sehen. Im englischen Fernsehen trat er mit kleineren Rollen bei Winds of War und Dr. Who auf.
Im Jahre 2011 schloss er sich der in Norwich beheimateten Coverband Lou and the Diamonds als Bassist und Sänger an.

## Diskografie

### Singles

#### MitThe Quiet Five
- When the Morning Sun Dries the Dew/Tomorrow I'll Be Gone (1965, Parlophone R5273)
- Honeysuckle Rose/Let's Talk It Over (1965, Parlophone R5302)
- Homeward Bound/Ain't It Funny What Some Lovin' Can Do? (1966, Parlophone R5421)
- I Am Waiting/Without You (1966, Parlophone R5470)
- Good Night Sleep Tight/Just For Tonight (1967, CBS 202586)

#### Solo
- Woman woman/The princess and the soldier (1968, Columbia DB8436)
- Look Away/Mr Inbetween (1968, Columbia DB5807)
- Take to the mountains/But it’s now I need your love (1970, Philips 6006 010)
- Take to the mountains/High flying electric bird (US-Veröffentlichung) (1970, Capitol P2841)
- Go north/So will I (1970, Philips 6006 039)
- Heute sind es keine Träume/Wer weiß (1971, Philips 6053 002)
- Coldwater morning/Suddenly I know  (1971, Bronze Records WIP 6104)
- Take To The Mountains/I'll Never Tell You (1973, Bronze BRO 6)
- Could we start again please/I'm So Sad (1973, Bronze BRO 2)
- I’ll never tell you/Take to the mountains (1984, PS BR 45075)

#### Hazzard & Barnes
- Fox on the Run/Warning Lights (1976, Warner K16724)
- Take to the Mountains/Fox on the Run (1976, Warner K16793)

### Alben
- Richard Barnes (1970, Philips)
- Hazzard & Barnes (1976, Warner K56233)
- The Quiet Five: When The Morning Sun Dries The Dew (CD-Compilation 2005, RPM308)
- Various Artists (Original Studio Cast): Jeanne – The Musical (2015 – Aufnahme 1985 – Stage Door STAGE 9040)